# Monosílabo
Un monosílabo es una palabra de una sílaba, como por ejemplo, en español, fe, pie, sol y seis.

## Ortografía en español
En español, las palabras formadas por una combinación de dos vocales cerradas distintas o de una vocal abierta más una vocal cerrada átona o viceversa, se consideran, a efectos de la ortografía, como monosílabos, no hiatos.
Según este efecto, son monosílabos:
- hui
- fie
- guiais
- guieis
- guion
- riais
- rio («ella se rio»); en cambio, el verbo «río» (como en «yo no río») y el sustantivo «río» llevan tilde
- truhan

y por lo tanto no llevan tilde.
La tilde diacrítica es una excepción a la regla de que los monosílabos no llevan tilde. La tilde diacrítica es la tilde que permite distinguir palabras que pertenecen a categorías gramaticales diferentes pero tienen forma idéntica, como sucede con dé, él, más, mí, sé, sí, té, tú, qué, cuál, cuán y quién, que también tienen una versión sin tilde: de, el, mas, mi, se, si, te, tu, que, cual, cuan y quien.